# Aos Vivos (álbum de Chico César)
| Críticas profissionais | Críticas profissionais |
| Avaliações da crítica  | Avaliações da crítica  |
| Fonte                  | Avaliação              |
| ---------------------- | ---------------------- |
| Allmusic               | [ 1 ]                  |

Aos Vivos o primeiro álbum sendo também um  álbum ao vivo do cantor e compositor brasileiro Chico César. O álbum foi gravado em 1994 em São Paulo na Sala Guiomar Novaes (Funarte-SP) e lançado em 1995 pela gravadora Velas. É o primeiro álbum do músico, gravado ao vivo com voz e violão.
O álbum conta com as participações do cantor e compositor  Lenine e do guitarrista Lanny Gordin.

## Faixas
| N.º            | Título                       | Compositor(es)                                 | Duração |  |
| 1.             | "Beradêro"                   | Chico César                                    | 3:03    |  |
| 2.             | "Mama África"                | Chico César                                    | 3:34    |  |
| 3.             | "À Primeira Vista"           | Chico César                                    | 3:36    |  |
| 4.             | "Tambores"                   | Chico César                                    | 2:52    |  |
| 5.             | "Alma Não Tem Cor"           | André Abujamra                                 | 4:16    |  |
| 6.             | "Dúvida Cruel"               | Chico César / Itamar Assumpção                 | 3:00    |  |
| 7.             | "A Prosa Impúrpura do Caicó" | Chico César                                    | 2:45    |  |
| 8.             | "Saharienne"                 | Chico César                                    | 3:28    |  |
| 9.             | "Benazir"                    | Chico César                                    | 3:04    |  |
| 10.            | "Mulher Eu Sei"              | Chico César                                    | 3:06    |  |
| 11.            | "Clandestino"                | Chico César                                    | 2:47    |  |
| 12.            | "Templo"                     | Milton de Bíasi / Tata Fernandes / Chico César | 3:38    |  |
| 13.            | "Paraíba"                    | Luiz Gonzaga / Humberto Teixeira               | 3:55    |  |
| 14.            | "Dança"                      | Chico César                                    | 4:08    |  |
| 15.            | "Nato"                       | Tata Fernandes / Chico César                   | 2:05    |  |
| Duração total: | Duração total:               | Duração total:                                 | 49:17   |  |